# رونکونکوما (نیویورک)
رونکونکوما (به انگلیسی: Ronkonkoma) یک منطقهٔ مسکونی در ایالات متحده آمریکا است که در آیلیپ واقع شده‌است. رونکونکوما ۲۱٫۱ کیلومتر مربع مساحت و ۱۹٬۰۸۲ نفر جمعیت دارد و ۳۴ متر بالاتر از سطح دریا واقع شده‌است.